# Кулачный бой

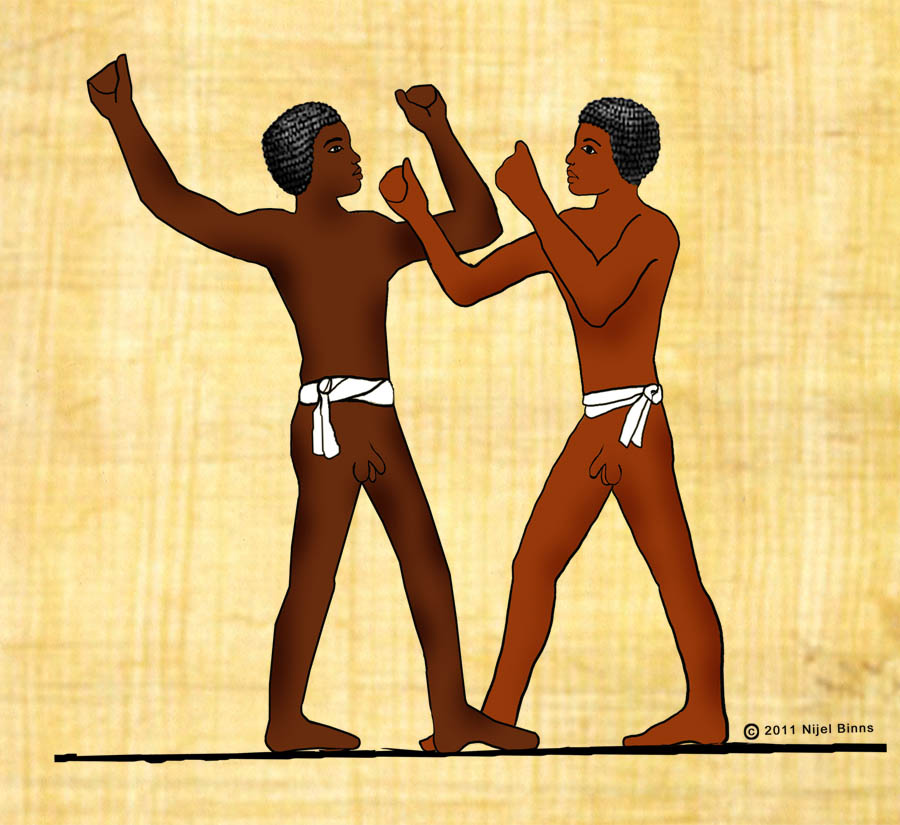
Изображение на стене усыпальницы Хеты I, XXI век до н. э.

Кула́чный бо́й — ранняя форма развития единоборств и одновременно форма увеселения публики наряду с иными состязаниями. Существует в организованной, соревновательной форме, со школами подготовки кулачных бойцов и методиками их подготовки по меньшей мере со времён Древнего Египта, но наибольшее количество памятников истории, в полной мере отражающих период расцвета кулачного боя в античном мире, приходится на времена Гомера в Древней Греции, а с 688 до н. э. кулачный бой был включён в соревнования античных Олимпийских игр.
Кулачный бой был обязательным для физического развития молодых греков. О таком поединке упоминается у Гомера в «Иллиаде». Одним из чемпионов в кулачном бою на Олимпийских играх был философ и математик Пифагор. Из кулачного боя развился современный бокс.
Подобные поединки были развиты не только в Древней Греции, но также в Древнем Египте — известны иероглифы с изображением воинов в кожаных бинтах, и на Востоке — были найдены каменные плиты с иллюстрацией кулачных боёв, обнаруженные в Багдаде. Древнегреческие философы Сократ, Платон и Аристотель считали кулачный бой эстетически красивым видом упражнений для смелых и сильных людей.
Оригинальные виды кулачного боя издавна существовали в Полинезии, в частности, на Гавайских островах, Таити и архипелаге Тонга, причём на последнем в поединках участвовали и женщины.
23 ноября 2021 года кулачный бой признан в России спортивной дисциплиной, в Федерации бокса страны был создан соответствующий департамент.